# مطار حيدر علييف الدولي
مطار حيدر علييف الدولي ((بالأذرية: Heydər Əliyev Beynəlxalq Hava Limanı)) هو مطار دولي يقع في باكو. تأسس في 1930. في 10 مارس 2004، تمت إعادة تسمية المطار تكريماً للزعيم الوطني حيدر علييف، رئيس أذربيجان الثالث.

## شركات الطيران

### الركاب
| شركـات طيـران                     | الوجهات |
| --------------------------------- | --- |
| طيران إيجيان                      | مطار أثينا الدولي (تستأنف 29 سبتمبر 2023) |
| إيروفلوت                          | مطار شيريميتييفو الدولي |
| العربية للطيران                   | مطار أبو ظبي الدولي، مطار الشارقة الدولي |
| طيران أستانا                      | مطار ألماتي الدولي، مطار آستانا الدولي |
| إير كايرو                         | مطار شرم الشيخ الدولي |
| طيران البلطيق                     | موسمي: مطار ريغا الدولي |
| الأناضول جت                       | مطار إيسنبوغا الدولي، مطار أنطاليا، مطار صبيحة كوكجن الدولي |
| خطوط أركيا                        | موسمي: مطار بن غوريون الدولي |
| الخطوط الجوية الأذربيجانية        | مطار ألماتي الدولي، مطار إيسنبوغا الدولي، مطار آستانا الدولي، مطار برشلونة الدولي، مطار بكين العاصمة الدولي، مطار برلين براندنبرغ، مطار انديرا غاندي الدولي، مطار دبي الدولي، Ganja، مطار إسطنبول الدولي، مطار بوريسبيل الدولي (متوقفة)، مطار لندن هيثرو، مطار مالبينسا، مطار دوموديدوفو الدولي، مطار فنوكوفو الدولي، جمهورية نخجوان الذاتية ‏، مطار باريس شارل ديغول، مطار فاكلاف هافيل الدولي، مطار قابالا الدولي، مطار بولكوفو، مطار سمرقند الدولي، مطار طشقند الدولي، مطار تبليسي الدولي، مطار الإمام الخميني الدولي، مطار بن غوريون الدولي، Urgench، مطار فيينا الدولي موسمي: مطار أنطاليا، مطار البحرين الدولي، مطار ميلاس بودروم، مطار دالامان، مطار عدنان مندريس، مطار الكويت الدولي، مطار لفيف الدولي (متوقفة)، مطار تشاتراباتي شيفاجي الدولي، مطار شرم الشيخ الدولي عارض: مطار شيان شيانيانغ الدولي عارض موسمي: مطار القاهرة الدولي، مطار الملك فهد الدولي، مطار الأمير نايف بن عبد العزيز الدولي، مطار الأحساء الدولي، مطار الملك عبد العزيز الدولي، مطار الملك خالد الدولي، مطار الأمير نايف بن عبد العزيز الدولي |
| Azimuth                           | Astrakhan، Mineralnye Vody ‏، Rostov-on-Don، مطار سوتشي الدولي |
| طيران بيلافيا                     | مطار مينسك الدولي |
| خطوط بوتا الجوية                  | مطار إيسنبوغا الدولي، Astrakhan، مطار البحرين الدولي، مطار الملك فهد الدولي، مطار صبيحة كوكجن الدولي، مطار عدنان مندريس، Kazan، Mineralnye Vody ‏، مطار فنوكوفو الدولي، مطار الملك خالد الدولي، مطار بولكوفو، مطار تبليسي الدولي، مطار الإمام الخميني الدولي، Ufa موسمي: مطار باطومي الدولي، مطار غازي باشا، مطار صوفيا |
| خطوط جنوب الصين الجوية            | مطار أورومتشي الدولي |
| طيران أديل                        | موسمي: مطار الملك عبد العزيز الدولي (تبدأ 23 يونيو 2023) |
| FlyArystan                        | Aktau، مطار آستانا الدولي |
| فلاي دبي                          | مطار دبي الدولي |
| طيران ناس                         | موسمي: مطار الملك فهد الدولي، مطار الملك عبد العزيز الدولي، مطار الملك خالد الدولي |
| طيران الخليج                      | مطار البحرين الدولي |
| IrAero                            | Chelyabinsk، مطار نوفوسيبيرسك، Orenburg، Rostov-on-Don، مطار كوروموخ الدولي موسمي: مطار كولتسوفو الدولي |
| الخطوط الجوية الإيرانية           | مطار الإمام الخميني الدولي |
| الخطوط الجوية العراقية            | مطار بغداد الدولي، مطار أربيل الدولي، مطار السليمانية الدولي |
| يسرائير                           | مطار بن غوريون الدولي |
| طيران الجزيرة                     | مطار الكويت الدولي |
| الخطوط الجوية الكويتية            | مطار الكويت الدولي |
| خطوط لوت الجوية البولندية         | مطار وارسو فريدريك شوبان |
| لوفتهانزا                         | مطار فرانكفورت |
| نوردستار                          | Norilsk، Ufa |
| Nordwind Airlines                 | Kazan، Krasnodar، Mineralnye Vody ‏، Nizhny Novgorod ‏، Orenburg، Perm، Rostov-on-Don، مطار بولكوفو، مطار كوروموخ الدولي، مطار سوتشي الدولي، Ufa، Vladikavkaz |
| الخطوط الجوية الدولية الباكستانية | مطار إسلام آباد الدولي، مطار جناح الدولي، مطار علامه إقبال الدولي |
| خطوط بيغاسوس                      | مطار إيسنبوغا الدولي، مطار غازي باشا، مطار صبيحة كوكجن الدولي، مطار عدنان مندريس موسمي: مطار دالامان (تبدأ 4 يونيو 2023) |
| الخطوط الجوية القطرية             | مطار حمد الدولي |
| طيران السلام                      | موسمي: مطار مسقط الدولي |
| SCAT Airlines                     | Aktau عارض موسمي: مطار شرم الشيخ الدولي |
| سكاي أب                           | مطار لفيف الدولي (متوقفة) |
| Smartavia                         | مطار بولكوفو |
| الخطوط الجوية التركية             | مطار إسطنبول الدولي موسمي: مطار أنطاليا |
| الخطوط الجوية الدولية الأوكرانية  | مطار بوريسبيل الدولي (متوقفة) |
| خطوط أورال الجوية                 | Kaluga، مطار يميلانو الدولي، Mineralnye Vody ‏، Nizhny Novgorod ‏، مطار نوفوسيبيرسك، Omsk، Perm، مطار كوروموخ الدولي، مطار كولتسوفو الدولي |
| Utair                             | مطار فنوكوفو الدولي، Surgut |
| الخطوط الجوية الأوزبكستانية       | مطار طشقند الدولي |
| ويز للطيران                       | مطار أبو ظبي الدولي، مطار بودابست فرانز ليست الدولي، مطار ليوناردو دا فينشي (تبدأ 1 يونيو 2023) |

### الشحن
| شركـات طيـران          | الوجهات |
| ---------------------- | --- |
| Aerotranscargo         | مطار فرانكفورت هان |
| Nippon Cargo Airlines  | مطار ناريتا الدولي |
| Silk Way West Airlines | Aktau، مطار سخيبول أمستردام، مطار أتيراو، مطار بغداد الدولي، قاعدة بغرام، مطار مناس الدولي، مطار أوهير الدولي، مطار دالاس فورت ورث الدولي، مطار شاه جلال الدولي، مطار جيبوتي الدولي، مطار آل مكتوم الدولي، مطار دبي الدولي، مطار فرانكفورت هان، مطار هونغ كونغ الدولي، مطار إسطنبول الدولي، مطار صبيحة كوكجن الدولي، مطار سوكارنو هاتا الدولي، مطار كابل الدولي (متوقفة)، مطار أحمد شاه بابا الدولي، مطار الكويت الدولي، مطار كوالالمبور الدولي، مطار لندن ستانستد، مطار لوكسمبورغ، مطار ماستريخت آخن، مطار مالبينسا، مطار شيريميتييفو الدولي، مطار تشاتراباتي شيفاجي الدولي، مطار جون إف كينيدي الدولي، مطار أوسلو-غاردرموين، مطار إنتشون الدولي، مطار شانغهاي بودنغ الدولي، مطار شانغي سنغافورة، مطار تبليسي الدولي، مطار الإمام الخميني الدولي، مطار بن غوريون الدولي، مطار ناريتا الدولي، مطار أورومتشي الدولي |

## وصلات خارجية
- الموقع الرسمي